# ریشه

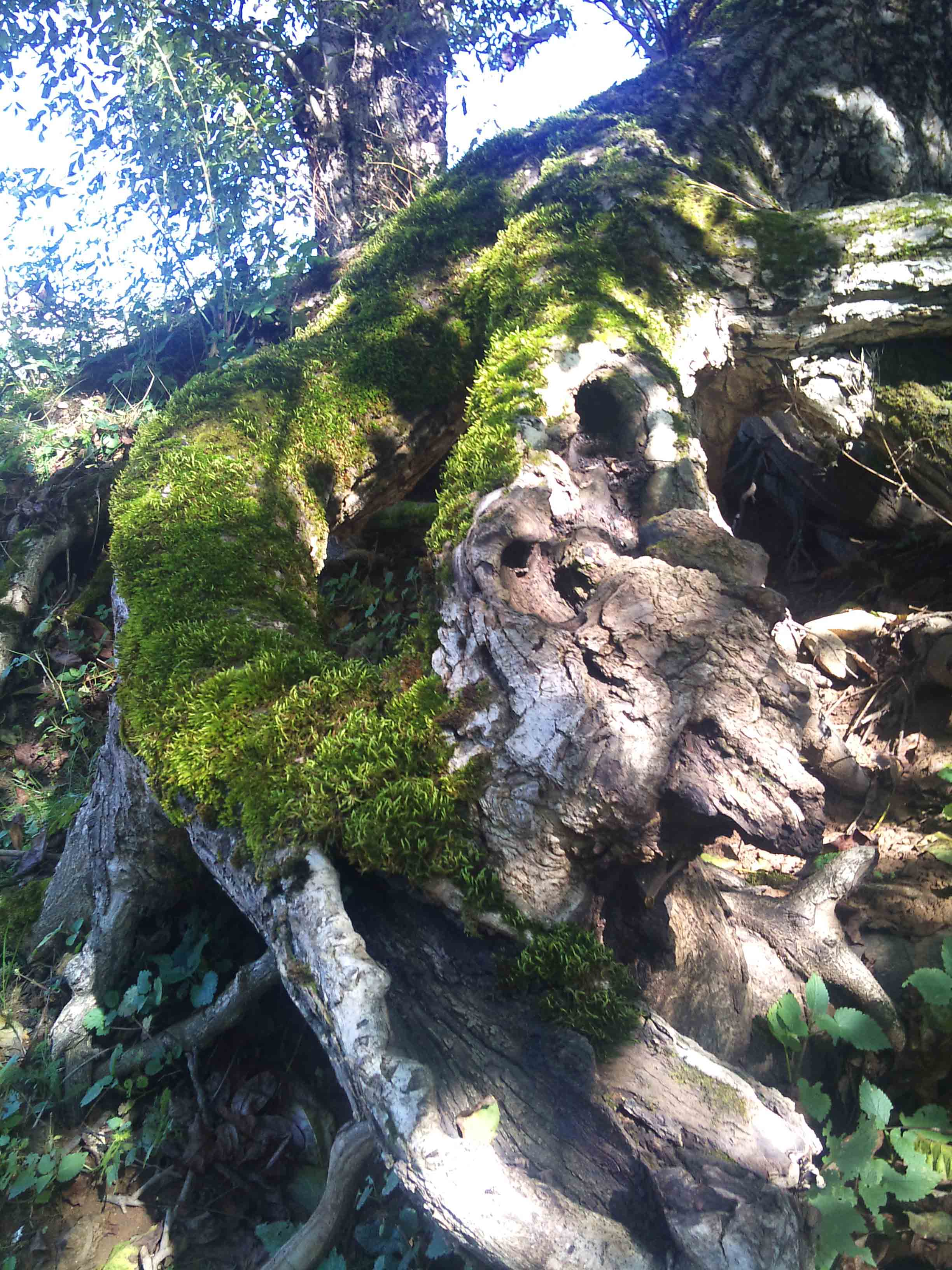
ریشهٔ بزرگ یک درخت کهن‌سال که از خاک بیرون مانده است.

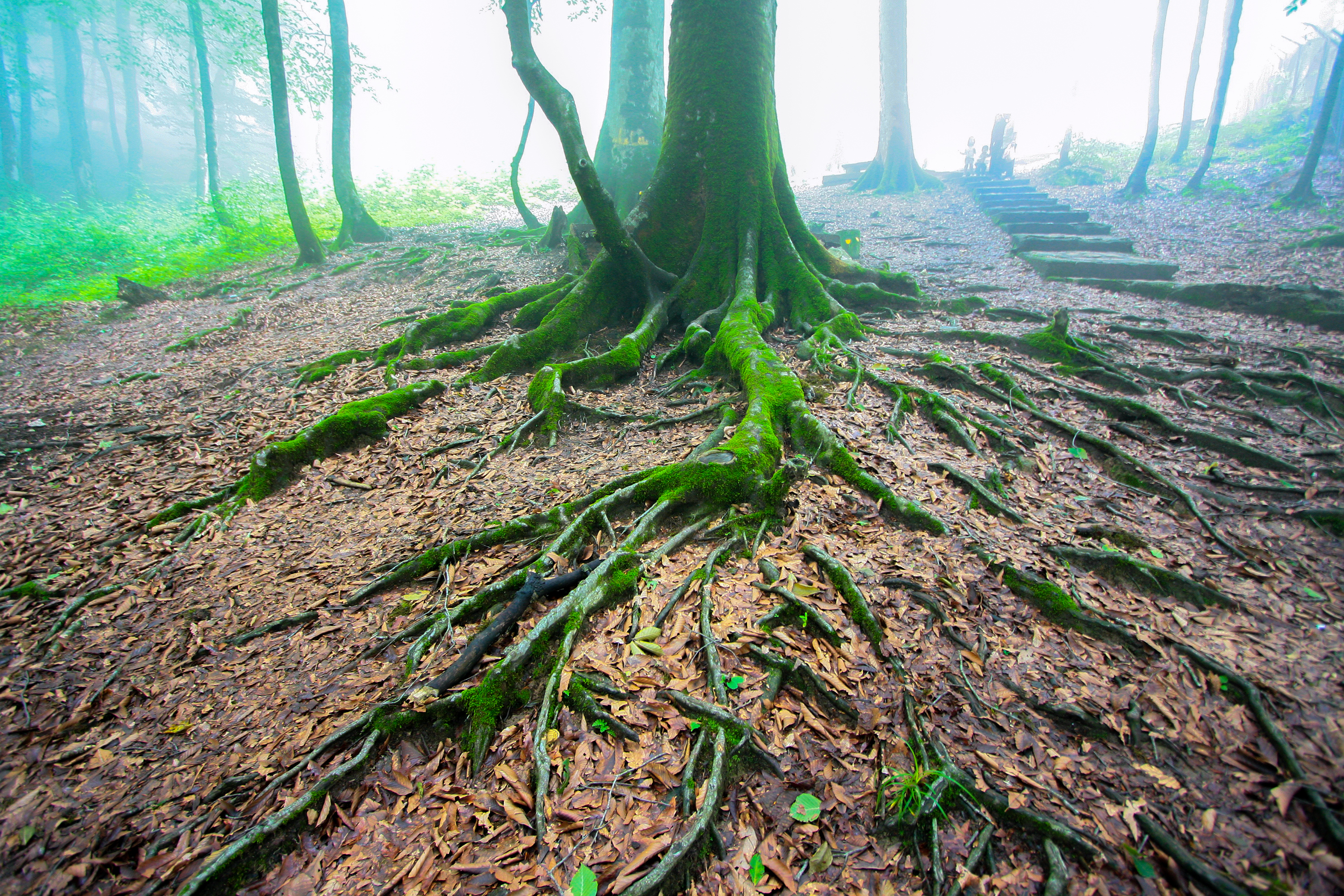
ریشه‌های یک درخت جنگلی در نمک آبرود مازندران

ریشه بخشی از گیاه است، که معمولاً زیر خاک قرار دارد و گیاه با آن، آب و مواد معدنی را جذب می‌کند. ریشه سه کار اصلی دارد: نگاه داشتن گیاه در خاک، جذب آب و مواد معدنی، تولید هورمون. ریشه‌ها متناسب با نوع گیاه و محیط در سطح خاک پخش شده یا به اعماق خاک فرومی‌روند. ریشه‌ها ممکن است در هوا یا در آب وجود داشته باشند. ریشه‌های گیاه به کمک (تارهای کشنده) که مانند مو هستند، اب و دیگر مواد را می‌گیرد تا آن‌ها را به برگ و ساقه برساند.
ریشه مهم‌ترین قسمت گیاه است و گیاهان بدون ان نمی‌توانند حتی اندکی رشد کنند. بعضی ریشه‌ها مثل هویج و تربچه خوراکی‌اند. به‌طور ساده ریشه‌ها را به دو گروه راست و افشان تقسیم می‌کنند.
ریشه گیاهان بخش مهمی از گیاه می‌باشد که در رشد گیاهان نیز مؤثر است؛ مثلاً اگر فشردگی (تراکم) خاک در زمان رشد گیاه زیاد باشد ارتفاع رشد محصول کم شده و اگر پیوستگی ذرات خاک کمتر باشد رشد گیاه بیشتر خواهد بود در نتیجه باعث افزایش طول گیاهان می‌شود.

## وظیفه ریشه
وظایف اصلی ریشه جذب آب، تغذیه گیاه و لنگر انداختن بدن گیاه به زمین است.

## انواع ریشه
گیاهان دو نوع سیستم ریشه اصلی دارند: ریشه عمودی اصلی و ریشه الیافی، با تغییراتی مانند ریشه‌های فرعی، هوایی و پایه‌دار که هر کدام عملکردهای خاصی را انجام می‌دهند.

### سیستم ریشه عمودی
مشخصه آن یک ریشه اصلی است که به صورت عمودی به سمت پایین رشد می‌کند و ریشه‌های جانبی کوچکتر منشعب می‌شوند. مثال‌ها قاصدک، هویج و بسیاری از گیاهان دو لپه ای.

### سیستم ریشه الیافی
متشکل از شبکه ای از ریشه‌های نازک و منشعب است که از قاعده ساقه پخش می‌شوند و ریشه اصلی ندارند. مثال‌ها: علف‌ها، گندم، برنج و ذرت.

## آناتومی ریشه

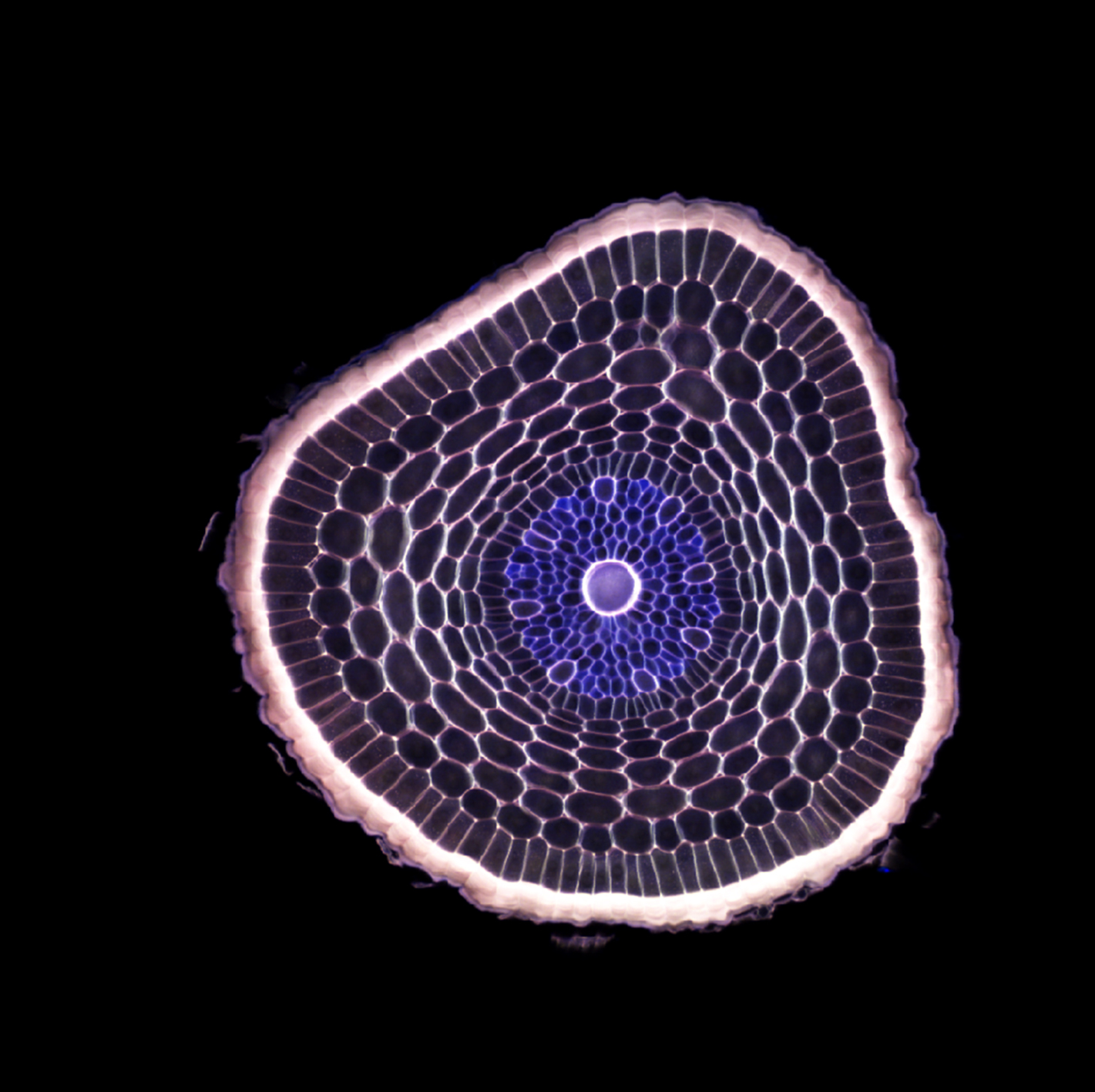
سطح مقطع ریشه جو

مورفولوژی ریشه به چهار ناحیه تقسیم می‌شود: کلاهک ریشه، مریستم، ناحیه کشیدگی و ریشه مویی. کلاهک ریشه‌های جدید به نفوذ ریشه در خاک کمک می‌کند. این کلاهک‌های ریشه زمانی که ریشه عمیق‌تر می‌شود جدا می‌شوند و سطحی لزج ایجاد می‌کنند. مریستم پشت کلاهک ریشه سلول‌های ریشه جدیدی تولید می‌کند که کشیده می‌شوند. سپس موهای ریشه تشکیل می‌شوند که آب و مواد مغذی معدنی را از خاک جذب می‌کنند. اولین ریشه در گیاهان مولد بذر ریشه‌چه است که پس از جوانه زدن بذر از رویان گیاه منبسط می‌شود.

## معماری سیستم ریشه (RSA)

### تعریف
در ساده‌ترین شکل، اصطلاح معماری سیستم ریشه (RSA) به پیکربندی فضایی سیستم ریشه گیاه اشاره دارد. این سیستم می‌تواند بسیار پیچیده باشد و به عوامل متعددی مانند گونه‌های گیاه، ترکیب خاک و در دسترس بودن مواد مغذی بستگی دارد. معماری ریشه نقش مهمی را در تأمین یک منبع امن از مواد مغذی و آب و همچنین لنگرگاه و پشتیبانی ایفا می‌کند.
پیکربندی سیستم‌های ریشه برای حمایت ساختاری گیاه، رقابت با سایر گیاهان و جذب مواد مغذی از خاک عمل می‌کند. ریشه‌ها در شرایط خاصی رشد می‌کنند که در صورت تغییر، می‌تواند مانع رشد گیاه شود. به عنوان مثال، سیستم ریشه ای که در خاک خشک ایجاد شده است ممکن است در خاک غرقابی کارآمد نباشد، با این حال گیاهان قادر به سازگاری با سایر تغییرات محیطی مانند تغییرات فصلی هستند.

### اصطلاحات و اجزاء
اصطلاحات اصلی مورد استفاده برای طبقه‌بندی معماری سیستم ریشه عبارتند از:
| بزرگی شاخه | تعداد پیوندها (خارجی یا داخلی) |
| توپولوژی   | الگوی انشعاب (شاه ماهی، دوگانه، شعاعی)                                                                                            |
| طول پیوند  | فاصله بین شاخه‌ها |
| زاویه ریشه | زاویه شعاعی قاعده یک ریشه جانبی در اطراف محیط ریشه مادر، زاویه یک ریشه جانبی از ریشه مادر، و زاویه ای که یک سیستم کامل پخش می‌شود. |
| شعاع پیوند | قطر ریشه |

تمام اجزای معماری ریشه از طریق یک تعامل پیچیده بین پاسخ‌های ژنتیکی و پاسخ‌های ناشی از محرک‌های محیطی تنظیم می‌شوند. این محرک‌های رشدی به عنوان تأثیرات درونی، ژنتیکی و تغذیه ای، یا بیرونی، تأثیرات محیطی طبقه‌بندی می‌شوند و توسط مسیرهای انتقال سیگنال تفسیر می‌شوند.
عوامل خارجی مؤثر بر معماری ریشه عبارتند از: جاذبه، قرار گرفتن در معرض نور، آب و اکسیژن، و همچنین در دسترس بودن یا کمبود نیتروژن، فسفر، گوگرد، آلومینیوم و کلرید سدیم. هورمون‌های اصلی (محرک‌های درونی) و مسیرهای مربوطه مسئول توسعه معماری ریشه عبارتند از:
| اکسین       | تشکیل ریشه جانبی، حفظ غلبه اپیکال و تشکیل ریشه ناخواسته. |
| سیتوکینین‌ها | سیتوکینین‌ها اندازه مریستم ریشه را تنظیم می‌کنند و باعث افزایش طول جانبی ریشه می‌شوند.                                                                                             |
| اتیلن       | تشکیل ریشه طوقه را تقویت می‌کند. |
| جیبرلین‌ها   | آنها همراه با اتیلن باعث رشد و ازدیاد طول تاج پریموردیا می‌شوند. آنها همراه با اکسین باعث افزایش طول ریشه می‌شوند. جیبرلین‌ها همچنین از شروع پریموردیای ریشه جانبی جلوگیری می‌کنند. |

## انواع ریشه

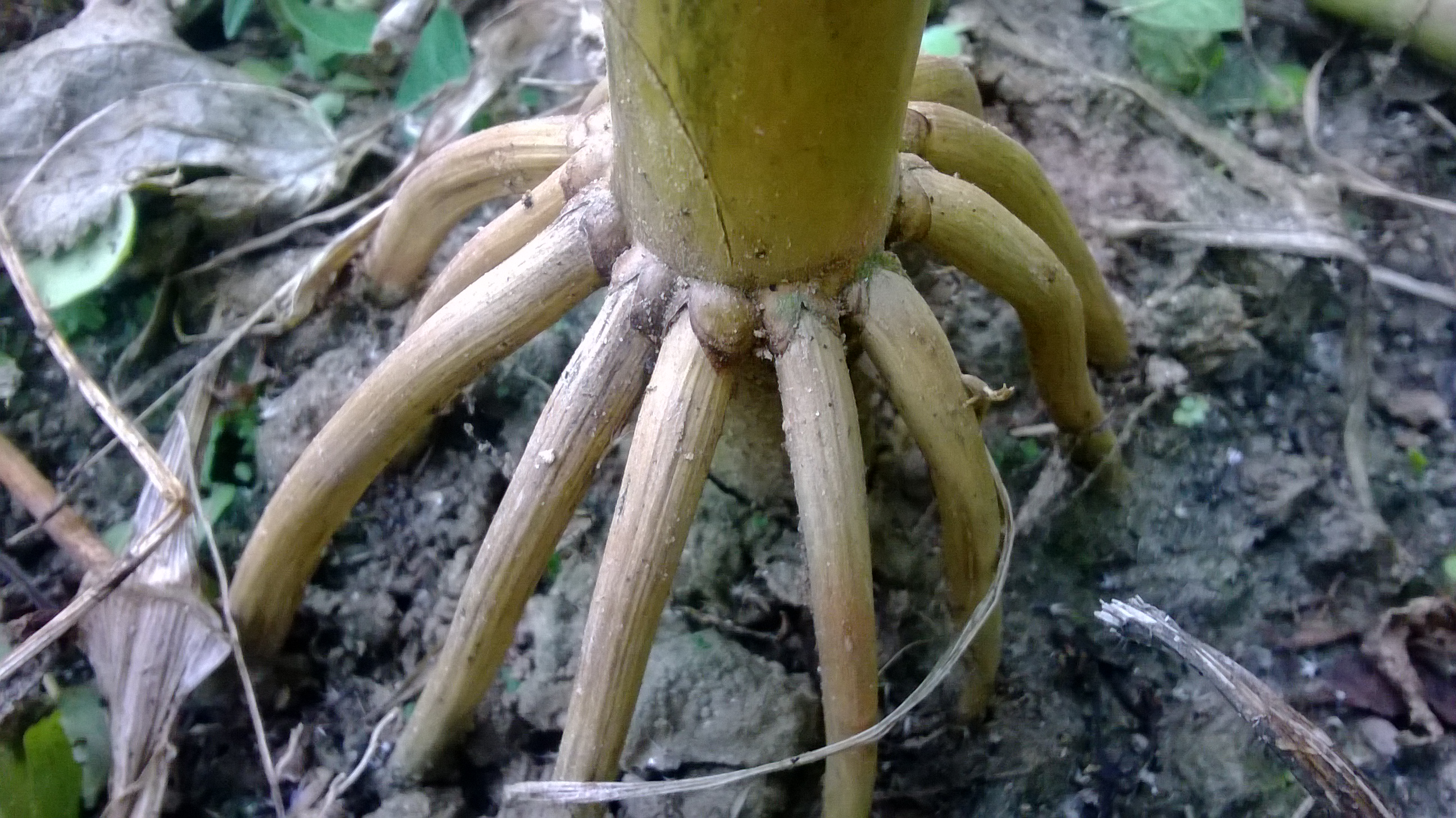
ریشه‌های گیاه ذرت

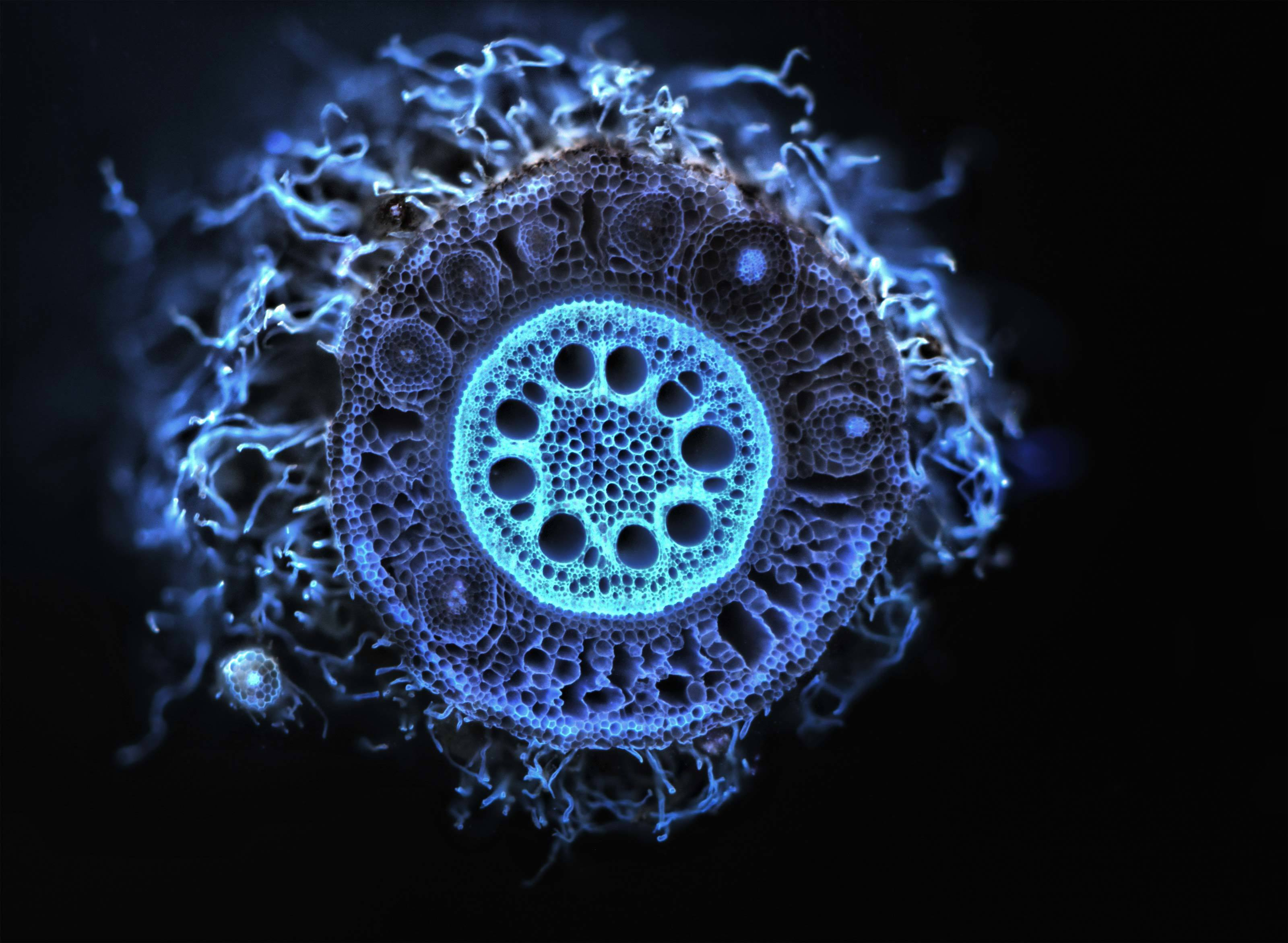
برش عرضی ریشه طوقه ای ارزن مرواریدی (Pennisetum glaucum)

یک سیستم ریشه واقعی از یک ریشه اولیه و ریشه‌های فرعی (یا ریشه‌های جانبی) تشکیل شده است.
سیستم ریشه منتشر: ریشه اولیه غالب نیست. کل سیستم ریشه الیافی است و در همه جهات منشعب می‌شود. بیشتر در تک لپه ای‌ها رایج است. وظیفه اصلی ریشه فیبری لنگر انداختن گیاه است.
ریشه‌ها یا قسمت‌هایی از ریشه‌های بسیاری از گونه‌های گیاهی برای انجام اهداف تطبیقی در کنار دو عملکرد اصلی، تخصصی شده‌اند.
- ریشه‌های نابه‌جا از شکل‌گیری ریشه‌های معمولی‌تر شاخه‌های ریشه اصلی خارج از توالی ایجاد می‌شوند و در عوض از ساقه، شاخه‌ها، برگ‌ها یا ریشه‌های چوبی قدیمی منشأ می‌گیرند. آن‌ها معمولاً در تک‌لپه‌ای‌ها و همچنین در بسیاری از دولپه‌ای‌ها، مانند شبدر (Trifolium)، پیچک (Hedera)، توت‌فرنگی (Fragaria) و بید (Salix) وجود دارند. اکثر ریشه‌های هوایی و ریشه‌های چوبی، نابجا هستند. در برخی از مخروطیان، ریشه‌های نابجا می‌توانند بزرگ‌ترین بخش سیستم ریشه را تشکیل دهند. تشکیل ریشه نابجا در بسیاری از گونه‌های گیاهی در طول (جزئی) غوطه‌وری افزایش می‌یابد تا تبادل گاز و ذخیره گازهایی مانند اکسیژن را افزایش دهد.[۱۰] انواع متمایز ریشه‌های نابجا را می‌توان طبقه‌بندی کرد و به مورفولوژی، دینامیک رشد و عملکرد وابسته هستند.[۱۱][۱۲]

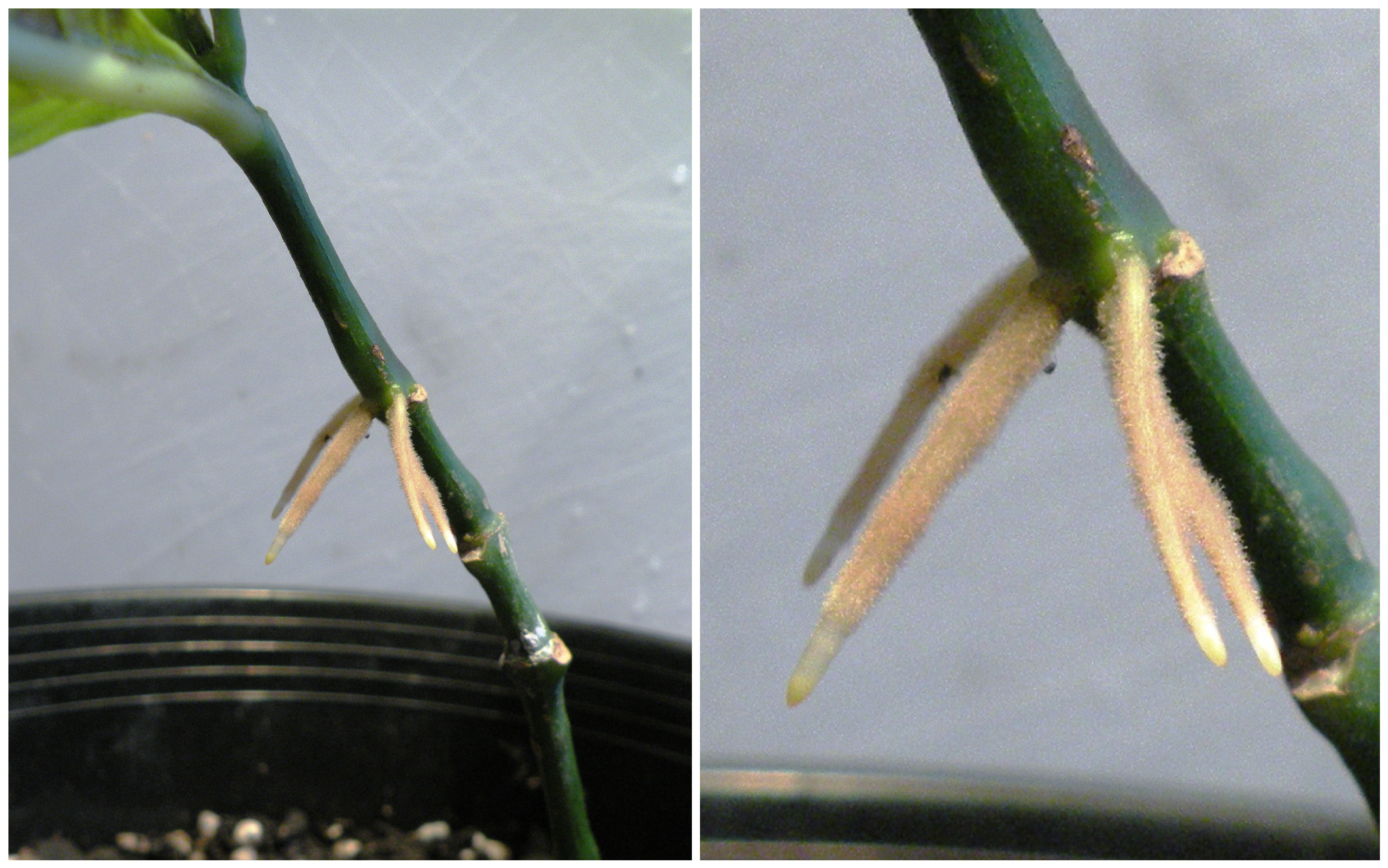
ریشه‌های هوایی تشکیل شده بر روی یک قلمه

- ریشه‌های هوایی (یا ریشه زانویی یا زانویی یا پنوماتوفور): ریشه‌هایی که از سطح زمین، به ویژه از سطح آب، بالا می‌آیند، مانند برخی از جنس‌های حرا (Avicennia, Sonneratia). در برخی از گیاهان، ریشه‌های افراشته تعداد زیادی منافذ تنفسی برای تبادل گازها دارند.
- ریشه‌های تاج‌پوش/ریشه‌های درختی: ریشه‌ها زمانی تشکیل می‌شوند که شاخه‌های درخت از تشک‌هایی از اپی‌فیت‌ها و ریزه‌ها حمایت می‌کنند که آب و مواد مغذی را در تاج نگه می‌دارند. آن‌ها به درون این حصیرها رشد می‌کنند و احتمالاً از مواد مغذی و رطوبت موجود استفاده می‌کنند.

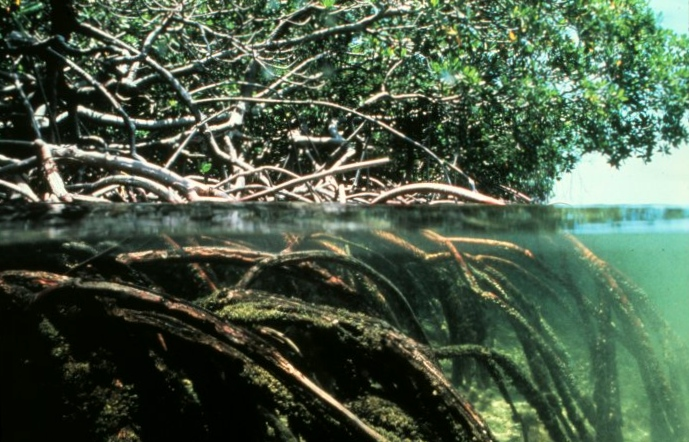
ریشه‌های هوایی حرا

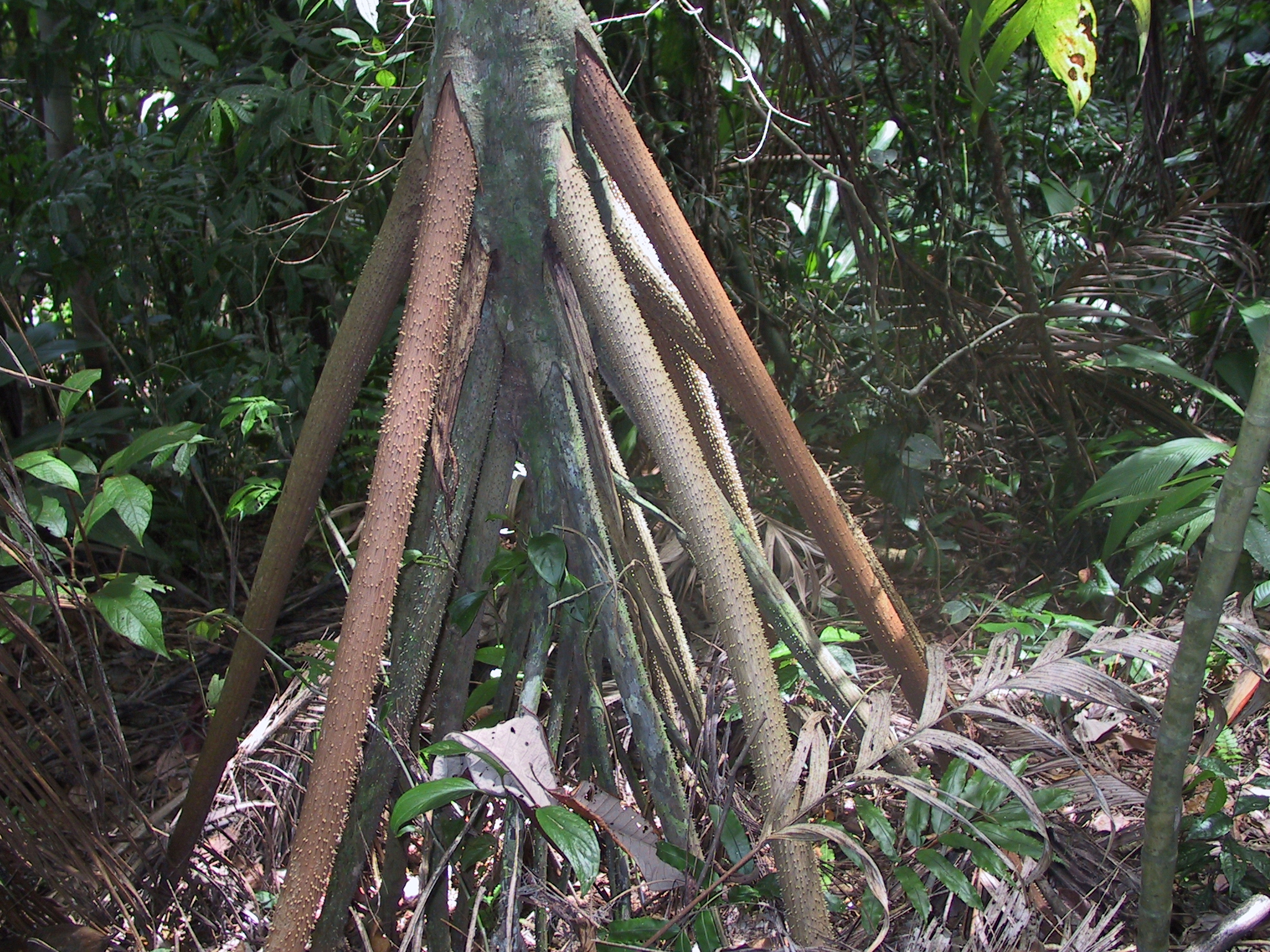
ریشه‌های تاجی نخل راه‌رونده